# Leo-Cedarville
Leo-Cedarville is een plaats (town) in de Amerikaanse staat Indiana, en valt bestuurlijk gezien onder Allen County.

## Demografie
Bij de volkstelling in 2000 werd het aantal inwoners vastgesteld op 2782.
In 2006 is het aantal inwoners door het United States Census Bureau geschat op 2915, een stijging van 133 (4.8%).

## Geografie
Volgens het United States Census Bureau beslaat de plaats een oppervlakte van
10,1 km², waarvan 9,7 km² land en 0,4 km² water.

## Plaatsen in de nabije omgeving
De onderstaande figuur toont nabijgelegen plaatsen in een straal van 20 km rond Leo-Cedarville.